# Кристалохімія
Кристалохі́мія (рос. кристаллохимия, англ. crystallochemistry, нім. Kristallchemie) — розділ кристалографії, наука про просторове розміщення структурних частинок (молекул, атомів, йонів) у кристалах та залежність фізико-хімічних властивостей кристалічних речовин від їхньої структури.
Кристалохімія тісно пов'язана з хімією, кристалофізикою і мінералогією. Базується на даних експериментального вивчення структури кристалів рентгенівськими (рентгеноструктурний, нейтронографічний, електронографічний та інших), хімічними та фізичними методами.

## Досягнення кристалохімії
Досягнення кристалохімії суттєво змінили зміст багатьох уявлень, народжених старою мінералогією. По-перше, спростовано молекулярну будову кристалів. Натомість прийшли уявлення про атомну (кристалічну) структуру мінералів, які докорінно трансформували саме поняття «мінерал» (з нього вилучено аморфні, рідкі та газоподібні сполуки. І в сучасній мінералогії мінерали — це природні кристали.
Кристалохімія внесла якісно нові знання про мінерали і на електронному рівні. Кристалохіміки та фізики, зокрема, обґрунтували дефектну природу структури мінералів, з'ясували закономірності розподілу електронів у між'ядерному просторі і дійшли висновку, що більшість мінералів є іонно-ковалентними сполуками.
Кристалохімія у своєму розпорядженні має великий обсяг інформації про кристалічні структури сотень тисяч хімічних речовин, включаючи такі складні об'єкти, як білки і віруси.